# Amherst (Nebraska)
Pour les articles homonymes, voir Amherst.
Amherst est un village du comté de Buffalo, dans l'État du Nebraska, aux États-Unis. En 2020, il comptait une population de 201 habitants.